# Дарлингтон (Пенсилванија)
Дарлингтон (енгл. Darlington) град је у америчкој савезној држави Пенсилванија.

## Демографија
По попису из 2010. године број становника је 254, што је 45 (-15,1%) становника мање него 2000. године.
| Група             | 2000.       | 2010.       |
| Белци             | 293 (98,0%) | 250 (98,4%) |
| Афроамериканци    | 0 (0,0%)    | 0 (0,0%)    |
| Азијати           | 2 (0,7%)    | 3 (1,2%)    |
| Хиспаноамериканци | 2 (0,7%)    | 1 (0,4%)    |
| Укупно            | 299         | 254         |